# Michaela Savić
Michaela Savić (Helsingborg, Suécia, 14 de março de 1991) é uma modelo sueca, eleita Miss Suécia 2010. Será a representante de seu país no concurso Miss Universo 2010, a ser disputado em Las Vegas, Estados Unidos, em 23 de agosto. Trabalha como modelo desde os 14 anos. Savic ficou sem segundo lugar no Miss Suécia 2009, perdendo para Renate Cerljen.